# The Street Fighter's Last Revenge
Série The Street Fighter
Autant en emporte mon nunchaku
(1974)
Pour plus de détails, voir Fiche technique et Distribution.
The Street Fighter's Last Revenge (逆襲！殺人拳, Gyakushū! Satsujin ken) est un film japonais d'arts martiaux réalisé par Shigehiro Ozawa et sorti en 1974. C'est le troisième et dernier film de la trilogie The Street Fighter, qui fait suite à Autant en emporte mon nunchaku.

## Synopsis
Takuma Tsurugi est engagé pour récupérer une bande magnétique sur laquelle est enregistrée une formule permettant de fabriquer de l'héroïne à moindre coût.

## Fiche technique
- Titre : The Street Fighter's Last Revenge
- Titre original : 逆襲！殺人拳 (Gyakushū! Satsujin ken?)
- Réalisation : Shigehiro Ozawa
- Scénario : Kōji Takada (ja), Masahiro Shimura
- Photographie : Nagaki Yamagishi
- Société de production : Tōei
- Pays d'origine :  Japon
- Langue originale : japonais
- Genres : film d'action, film d'arts martiaux
- Durée : 83 minutes[1]
- Dates de sortie :
  - Japon : 22 novembre 1974[1]
  - États-Unis : 2 novembre 1979[2]

## Distribution
- Sonny Chiba : Takuma Tsurugi
- Reiko Ike : Aya Ōwada
- Etsuko Shihomi : Kahô Huo-Feng
- Shingo Yamashiro (en) : présentateur télé
- Seizō Fukumoto : Gondo

## Récompenses et distinctions
- Le DVD du film est nommé pour le Saturn Award de la meilleure collection DVD en 2008 (au sein du coffret Sonny Chiba Collection)